# 陈明达 (1914年)
陈明达（1914年12月25日—1997年8月26日），原名陈明轮、陈明徹，男，湖南祁阳人，中国建筑史学家，主要从事《营造法式》研究。曾任城乡部建筑科学院建筑历史研究所建筑师，中国建筑技术发展中心建筑历史研究所高级建筑师。

## 生平
1914年12月25日生于湖南长沙。祖籍湖南祁阳。先祖陈大受，为雍正十一年进士。父陈肯堂，民国初年曾在财政部任职。1922年进入长沙私立慧怡学校读书。1925年随家迁至北京，转入北京师大附小，与莫宗江是小学同学。由于家贫，父亲经常变卖家藏古籍。在变卖之前，会让陈明达手抄全书留底，由此打下深厚的国学根基。1930年中学毕业后，准备赴东北大学建筑系就读，因家道益衰，遂辍学谋生。1932年经莫宗江介绍到中国营造学社工作，任刘敦桢助手。1934年随刘敦桢赴定兴、易县等地考察古建筑。1935年与莫宗江、陈仲篪、麦俨曾、王璧文五人为营造学社研究生。同年10月，与邵力工、莫宗江随刘敦桢测绘北平护国寺，调查北平六处喇嘛寺塔。1935年7月至1937年9月，在北平旧都文物整理委员会工程实施处兼职。七七事变后，随营造学社和中央研究院历史语言研究所迁往四川省南溪县李庄镇。1941年兼任国立中央博物院建筑史料编撰委员，代表营造学社参加中央博物院彭山汉代崖墓发掘工作，负责测绘墓葬建筑结构。1943年8月，在李庄结婚。年底，离开营造学社赴重庆工作，担任中央设计局公共工程组研究员。1945年加入中国工程师学会，为正会员。主要从事城市规划工作，并坚持古代建筑研究。1945年参加重庆市道路网及分区规划设计工作。1946年兼任陪都建设计划委员会工程师。
1949年1月至5月，任湖南衡阳工务局工程师。9月至11月，任重庆复兴农村水利工程处副总工程师。11月，任西南军政委员会水利部工程师。12月开始负责设计并监督施工中共中央西南局办公大楼和中共重庆市委办公大楼。1951年，梁思成向文化部副部长郑振铎推荐陈明达到文物局任职。因西南局办公楼工程未竣工，推迟1年来京。1953年4月，任文化部社会文化事业管理局（1955年改称文化部文物管理局）工程师（教授级），负责古建保护、修缮工作。1961年进入文物出版社工作。主持有关古建筑、石窟、雕塑诸方面书刊的编审工作，并专力探索编辑全国重点文物保护单位专集的工作，同时自己也进行古建筑和石窟的研究，撰写出版了《应县木塔》和《巩县石窟寺》两部专著。1964年被派去陕西参加四清运动。文化大革命期间，在五七干校参加劳动，研究工作被迫中断。1973年开始在中国建筑技术研究院建筑历史研究所工作，专注从事《营造法式》的研究。1978年《应县木塔》再版，增补附记并对初版研究论文作补充说明。1982年曾为天津大学建筑系、清华大学建筑系、中国艺术研究院等院校的研究生授课。1987年离休。1997年8月26日在北京逝世。

## 出版物
著有《应县木塔》《营造法式大木作研究》《中国封建社会前期木结构发展史》，主编《中国古代建筑研究》。
2020年，浙江摄影出版社出版了陈明达先生的点注本《营造法式》。